# Orth an der Donau
Orth an der Donau (bis 12. September 1959 nur Orth) ist eine Marktgemeinde mit 2211 Einwohnern (Stand 1. Jänner 2024) im Bezirk Gänserndorf im österreichischen Bundesland Niederösterreich.

## Geografie

Orth und Umgebung um 1873 (Aufnahmeblatt der Landesaufnahme)

Orth an der Donau liegt im Marchfeld in Niederösterreich im Zentrum des Nationalparks Donau-Auen. Die Fläche der Marktgemeinde umfasst 33,41 Quadratkilometer. 31,02 Prozent der Fläche sind bewaldet.

### Gemeindegliederung
Es gibt nur die Katastralgemeinde Orth an der Donau.

### Nachbargemeinden
|                        | Leopoldsdorf im Marchfelde                  | Haringsee          |
| Mannsdorf, Andlersdorf | Kompassrose, die auf Nachbargemeinden zeigt | Eckartsau          |
|                        | Haslau-Maria Ellend (Bruck)                 | Scharndorf (Bruck) |

## Geschichte
Die erste urkundliche Erwähnung stammt aus einer Schenkungsurkunde des Jahres 1021.
Als nach dem osmanischen Einfall 1529 weite Landstriche entvölkert waren, wurden Kroaten angesiedelt. Diese bildeten jahrhundertelang die Mehrheit der Bevölkerung. Die bei den Einfällen zerstörte Burg wurde ab 1550 von Graf Salm wieder aufgebaut. Das sogenannte Neuschloss errichtete Graf Auersperg im Jahr 1679.
Im Siedlerputsch von Oberau besetzten im Jahr 1926 Arbeitslose aus Wien die Au zwischen Orth und Mannsdorf an der Donau.

### Einwohnerentwicklung
| Orth an der Donau: Einwohnerzahlen von 1869 bis 2024 | Orth an der Donau: Einwohnerzahlen von 1869 bis 2024 | Orth an der Donau: Einwohnerzahlen von 1869 bis 2024 | Orth an der Donau: Einwohnerzahlen von 1869 bis 2024 | Orth an der Donau: Einwohnerzahlen von 1869 bis 2024 |
| ---------------------------------------------------- | ---------------------------------------------------- | ---------------------------------------------------- | ---------------------------------------------------- | ---------------------------------------------------- |
| Jahr                                                 |                                                      |                                                      |                                                      | Einwohner                                            |
| 1869                                                 | 1869                                                 |                                                      | 1.089                                                | 1.089                                                |
| 1880                                                 | 1880                                                 |                                                      | 1.123                                                | 1.123                                                |
| 1890                                                 | 1890                                                 |                                                      | 1.258                                                | 1.258                                                |
| 1900                                                 | 1900                                                 |                                                      | 1.242                                                | 1.242                                                |
| 1910                                                 | 1910                                                 |                                                      | 1.260                                                | 1.260                                                |
| 1923                                                 | 1923                                                 |                                                      | 1.411                                                | 1.411                                                |
| 1934                                                 | 1934                                                 |                                                      | 1.686                                                | 1.686                                                |
| 1939                                                 | 1939                                                 |                                                      | 1.738                                                | 1.738                                                |
| 1951                                                 | 1951                                                 |                                                      | 1.624                                                | 1.624                                                |
| 1961                                                 | 1961                                                 |                                                      | 1.522                                                | 1.522                                                |
| 1971                                                 | 1971                                                 |                                                      | 1.522                                                | 1.522                                                |
| 1981                                                 | 1981                                                 |                                                      | 1.624                                                | 1.624                                                |
| 1991                                                 | 1991                                                 |                                                      | 1.773                                                | 1.773                                                |
| 2001                                                 | 2001                                                 |                                                      | 1.966                                                | 1.966                                                |
| 2011                                                 | 2011                                                 |                                                      | 2.049                                                | 2.049                                                |
| 2021                                                 | 2021                                                 |                                                      | 2.184                                                | 2.184                                                |
| 2024                                                 | 2024                                                 |                                                      | 2.211                                                | 2.211                                                |
| Quelle(n): Statistik Austria, Gebietsstand 1.1.2021  |                                                      |                                                      |                                                      |                                                      |

## Kultur und Sehenswürdigkeiten

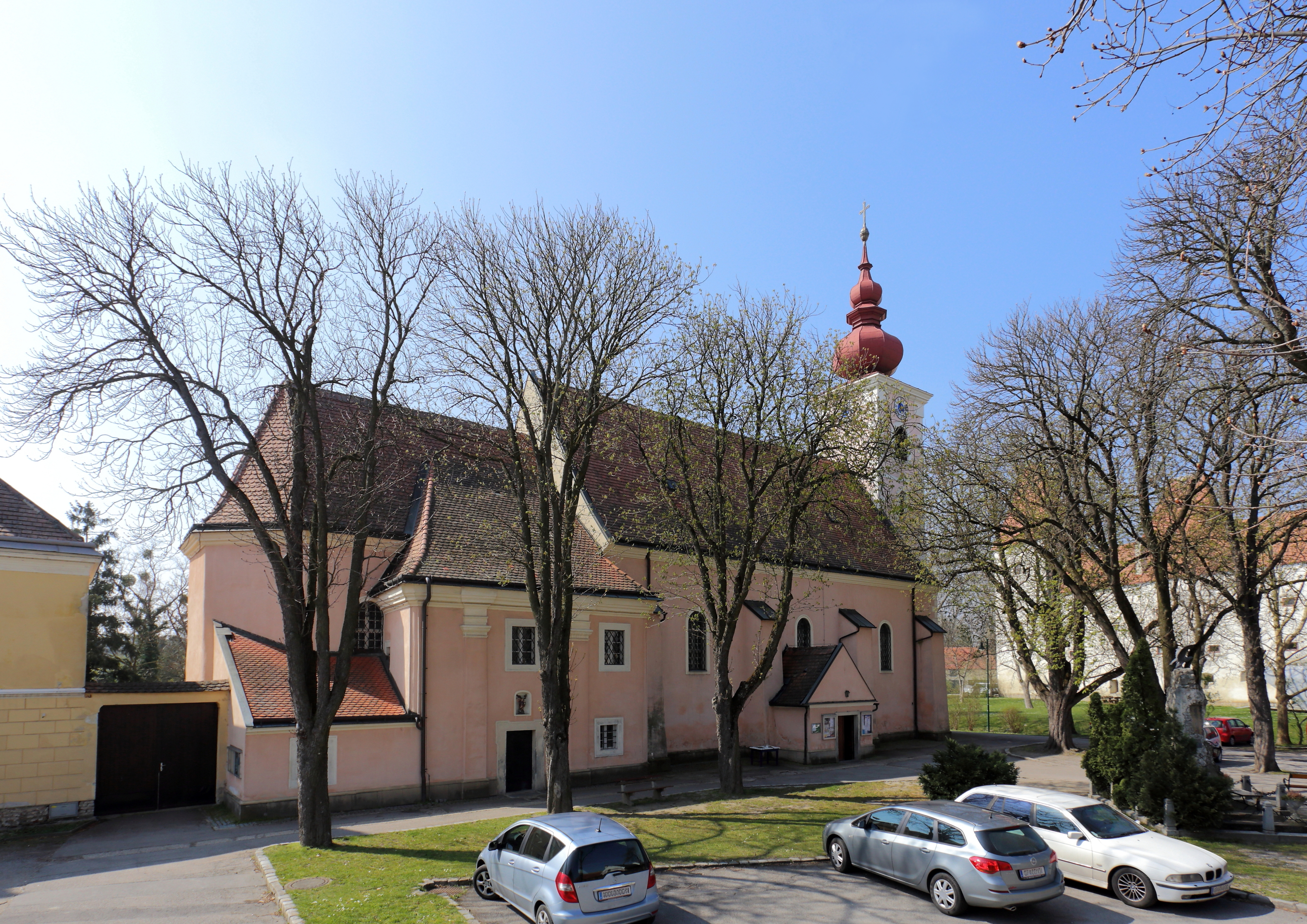
Pfarrkirche Orth an der Donau

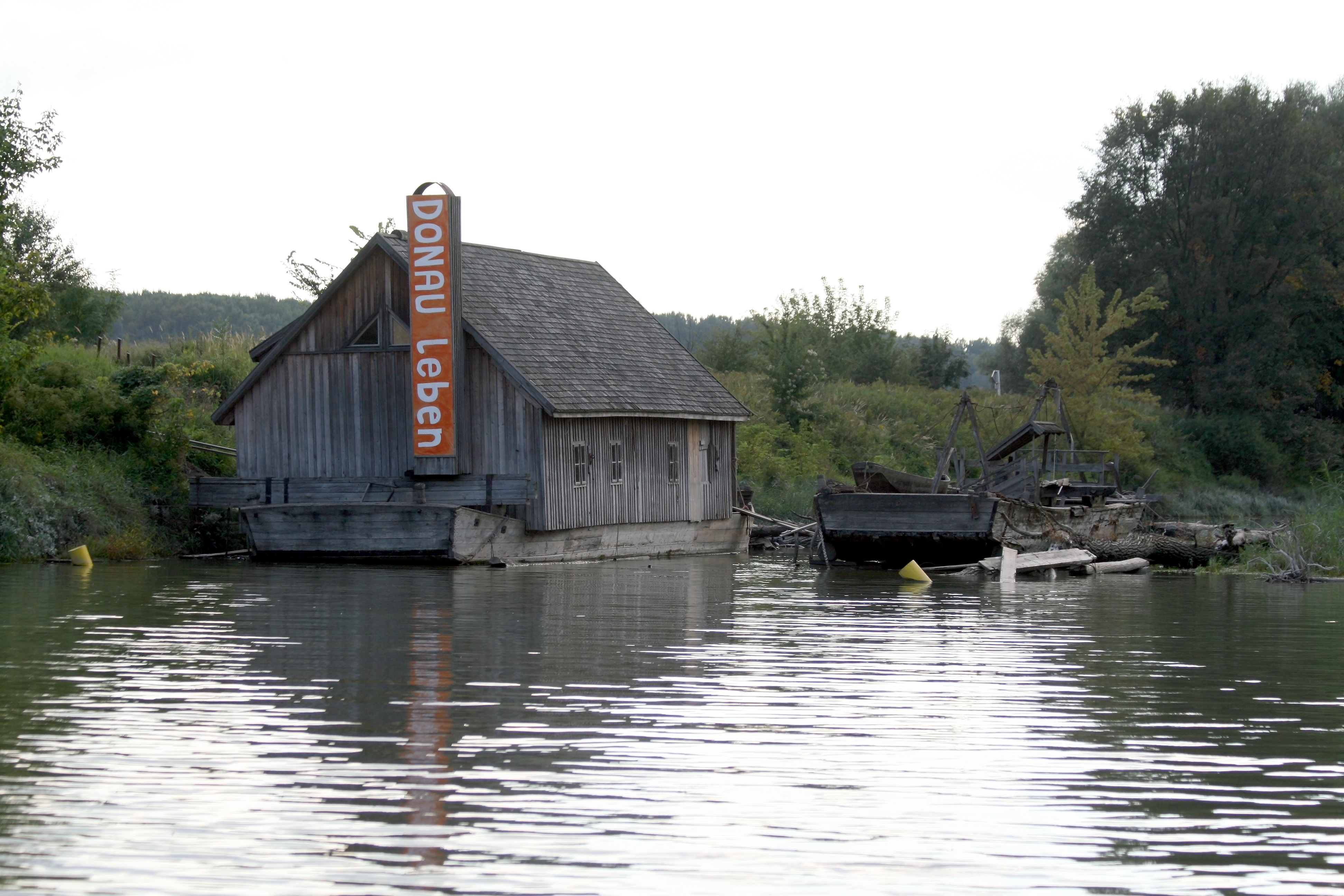
Schiffmühle Orth an der Donau

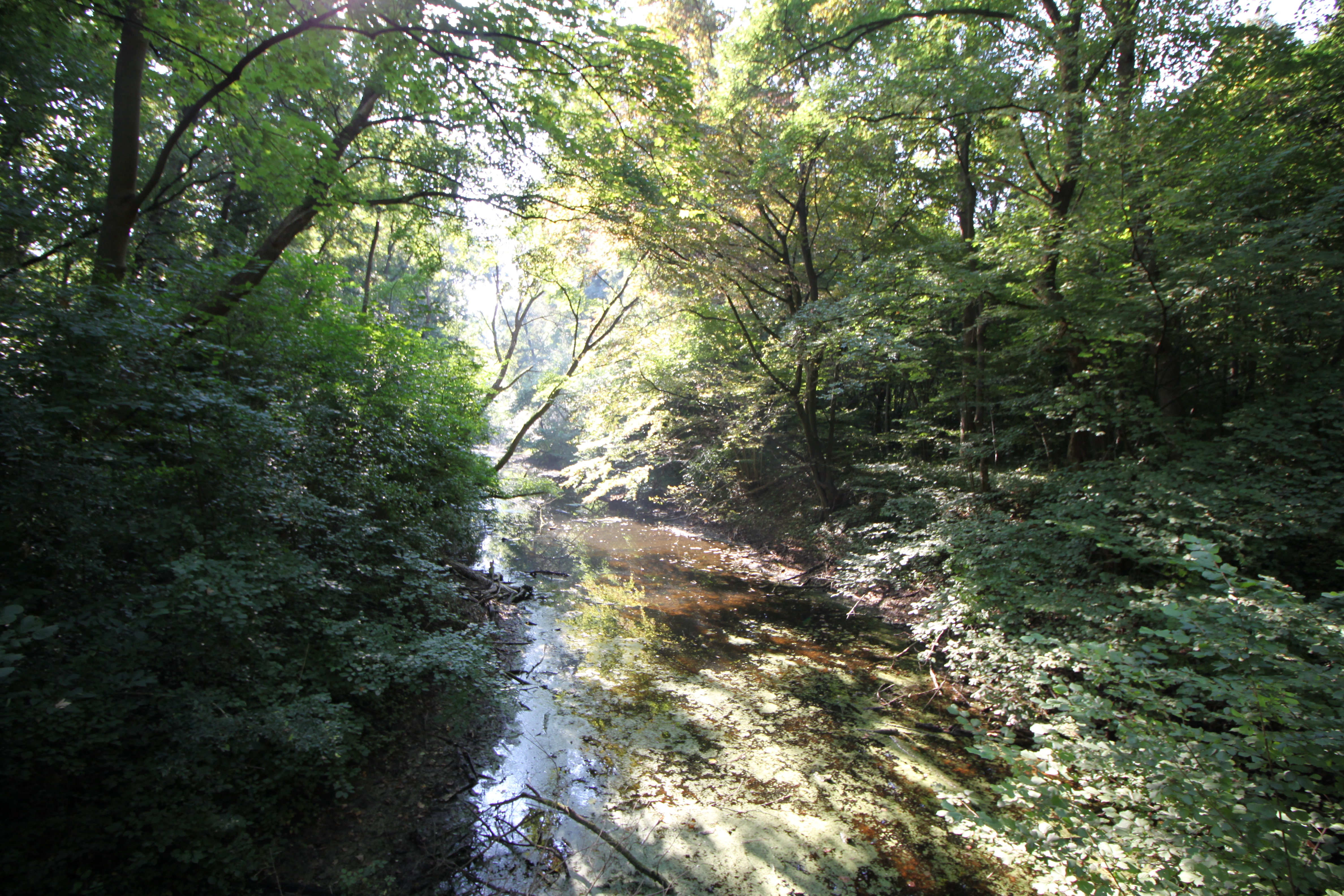
Fadenbach

- Schloss Orth: Eine mächtige dreigeschoßige, dreiflügelige Anlage mit vier dominierenden Ecktürmen. Der Westtrakt stammt aus dem 12. Jahrhundert. Nach schweren Schäden durch den Ersten Österreichischen Türkenkrieg 1529 wurde 1550 die Anlage unter Beibehaltung des Grundrisses und des vorhandenen Anlagetypus wiederaufgebaut.[3]
- Nationalpark Donau-Auen: Seit 1996 dient das Schloss als Sitz und Besucherzentrum des Nationalpark Donau-Auen.[4]
- museumORTH: Heimatmuseum
- Schlosspark mit einer Platane als Naturdenkmal
- Katholische Pfarrkirche Orth an der Donau hl. Michael: Eine ehemalige Wehrkirche. Nach schweren Schäden durch den Ersten Österreichischen Türkenkrieg 1529 wurde die mittelalterliche Kirche neuerlich aufgebaut und 1689 unter Beibehaltung des spätgotischen Kernbaues barockisiert.[3]
- Mariensäule
- Aufbahrungshalle, in Form einer Pyramide nach Plänen des Architekten Richard Gach errichtet
- Schiffmühle Orth an der Donau: Von den ursprünglich bis zu 60 Schiffsmühlen, die entlang der Donau unterhalb der Stadt Wien in Betrieb waren, ist eine funktionsfähige Schiffsmühle erhalten. Nachdem die Mühle gesunken war, wurde sie im Jahr 2008 wieder gehoben und instand gesetzt.

### Regelmäßige Veranstaltungen
- Markttag
- Supermehrkampf
- Pfadfinderheuriger
- Pfadfinderspektakel / Faschingsumzug / Ball ohne Namen (jährlich abwechselnd)
- Orther Kulturtage: seit 1981
- Erntedankfest
- Maibaumfest
- Oktoberfest
- Krampusschiessen
- Bärlauchtage

## Wirtschaft und Infrastruktur
Nichtlandwirtschaftliche Arbeitsstätten gab es im Jahr 2001 93, land- und forstwirtschaftliche Betriebe nach der Erhebung 1999 52. Die Zahl der Erwerbstätigen am Wohnort betrug nach der Volkszählung 2001 912. Die Erwerbsquote lag 2001 bei 47,6 Prozent.

### Unternehmen
- Shire Österreich: Einen wichtigen wirtschaftlichen Faktor bilden die Labors und Produktionsstätten der Firma Shire Österreich. Das damalige Baxter Österreich hat im Jahr 1997 die Firma Immuno AG übernommen. Orth stellt neben Wien einen der größten Standorte in Europa dar. Die Immuno AG hatte sich 1982 in Orth bewusst wegen der Ruhe und Abgeschiedenheit angesiedelt. Die Fläche war Jahre zuvor von einem im Zweiten Weltkrieg zerstörten Sägewerk genutzt worden.[5]

### Verkehr
- Donaufähre Orth–Haslau-Maria Ellend: Von Orth quert eine Fähre nach Haslau die Donau. Sie steht nur Fußgängern und Radfahrern zur Verfügung und ist nur in der Sommersaison in Betrieb. Beliebt ist die Fähre für den Radweg am Hubertusdamm oder die Radroute ins nördliche Weinviertel.[6]
- Bus: Orth an der Donau war der südwestliche Endpunkt eines Nebenastes der Lokalbahn Siebenbrunn–Engelhartstetten, auf dem der Personenverkehr schon 1936 eingestellt wurde. Seither ist Orth/Donau nur mehr per Bus zu erreichen.
- Straße: Durch Orth an der Donau verläuft die Donau Straße (B3).

### Öffentliche Einrichtungen
In der Gemeinde gibt es eine Volksschule und eine Neue Mittelschule.

### Brandschutz
- Freiwillige Feuerwehr Orth an der Donau

### Vereine
- Pfadfindergruppe Orth/Donau
- Erster Orther Fischereiverein
- Jugendblasmusikkapelle Orth
- Fußballverein SC Orth an der Donau
- Allgemeiner Turnverein Orth/D.
- Allround Singers
- Event-Bikers
- Jagdgesellschaft Orth/D.
- Orther Jugend
- Bogensportverein Orth/D.
- Dorferneuerungsverein
- Tennisclub Orth/Donau
- Theatergruppe Orth
- Kegelsportklub KSK Orth an der Donau
- Schützengilde Orth
- Haus mit Leben[8]
- Johanniter-Unfall-Hilfe Orth/Donau

## Politik

### Gemeinderat
Der Gemeinderat hat 21 Mitglieder.
- Nach den Gemeinderatswahlen in Niederösterreich 1990 hatte der Gemeinderat folgende Verteilung: 12 ÖVP, 6 SPÖ und 1 Sonstige. (19 Mitglieder)
- Nach den Gemeinderatswahlen in Niederösterreich 1995 hatte der Gemeinderat folgende Verteilung: 10 ÖVP, 5 FB–Bürgerliste (FPÖ) und 4 SPÖ.[9]
- Nach den Gemeinderatswahlen in Niederösterreich 2000 hatte der Gemeinderat folgende Verteilung: 11 ÖVP, 5 SPÖ und 3 FB–Bürgerliste (FPÖ).[10]
- Nach den Gemeinderatswahlen in Niederösterreich 2005 hatte der Gemeinderat folgende Verteilung: 11 ÖVP, 6 SPÖ und 2 FB–Bürgerliste (FPÖ).[11]
- Nach den Gemeinderatswahlen in Niederösterreich 2010 hatte der Gemeinderat folgende Verteilung: 13 ÖVP, 5 SPÖ und 1 Grüne.[12] (19 Mitglieder)
- Nach den Gemeinderatswahlen in Niederösterreich 2015 hatte der Gemeinderat folgende Verteilung: 13 ÖVP, 5 SPÖ und 3 FPÖ.[13]
- Nach den Gemeinderatswahlen in Niederösterreich 2020 hatte der Gemeinderat folgende Verteilung: 14 ÖVP, 5 SPÖ und 2 FPÖ.[14]
- Nach den Gemeinderatswahlen in Niederösterreich 2025 hat der Gemeinderat folgende Verteilung: 12 ÖVP, 5 SPÖ und 4 FPÖ.[15]

### Bürgermeister
- 2000–2023 Johann Mayer (ÖVP)
- seit 2023  Elisabeth Wagnes (ÖVP)

### Gemeindepartnerschaften
- Seit 1981 besteht eine Partnerschaft mit der Stadt Fehmarn (Schule Petersdorf, Hafen Orth) auf der deutschen Ostseeinsel Fehmarn.[16]

## Persönlichkeiten

### Ehrenbürger der Gemeinde
- Otto Schwarz, Mitbegründer der Immuno AG

### Söhne und Töchter der Gemeinde
- Franz von Egger (1765–1851), Jurist und Hochschullehrer in Graz und Wien
- Rotraud A. Perner (* 1944), Juristin, Psychotherapeutin, -analytikerin und evangelische Theologin

### Personen mit Bezug zur Gemeinde
- Karl Schiske (1916–1969), Komponist, ist in Orth beerdigt.